# Azione esterna
Le azioni esterne, in ingegneria, indicano le azioni, dovute a un qualsiasi evento esterno, capaci insieme alle reazioni vincolari di portare una sollecitazione dentro al sistema.

## Descrizione
Limitandosi a un campo puramente fisico le azioni esterne o forze di varia natura ed origine che, agendo su un solido o una struttura, ne modificano lo stato tensionale o stress interno provocandone una deformazione eventualmente fino ad un limite massimo detto carico di rottura, al di sopra del quale il sistema rompe la sua condizione iniziale di equilibrio passando velocemente ad un nuovo stato di equilibrio statico o dinamico. Le azioni su una struttura generica, con vincoli generici, possono essere di natura diversa:
- Azioni meccaniche.
- Spostamenti vincolari o nel campo.
- Azioni termiche.

La previsione delle azioni cui sarà sottoposta una struttura è un momento fondamentale nella progettazione della stessa, in quanto determina il dimensionamento geometrico e la scelta dei materiali, allo scopo di soddisfare i tradizionali requisiti di robustezza e rigidezza in presenza del carico.
In generale in ogni sistema si parla delle azioni esterne che modificano uno stato iniziale di equilibrio per arrivare a un nuovo stato di equilibrio o uno stato di non equilibrio. Le azioni meccaniche sono le forze generalizzate che agiscono sulla struttura, ovvero forze e momenti, concentrati o distribuiti. Nel caso statico, ovvero immaginando che la struttura venga caricata in maniera quasi statica dallo stato iniziale allo stato finale, si viene a creare un equilibrio statico, con le reazioni vincolari che equilibrano le forze sulla struttura. La struttura stessa si deformerà e in essa insorgeranno sforzi in risposta al carico esterno. Come affermò Robert Hooke Ut tensio sic vis.
Un problema comune alla scienza delle costruzioni è quello del cilindro di Saint Venantm che è una modellizzazione di una trave. Le azioni meccaniche che agiscono sulla trave ai suoi estremi sono classificate come:
- forze assiali: Nx
- forze di taglio: Tz Ty
- momenti flettenti: Mz My
- momenti torcenti: MT

In caso di azioni variabili nel tempo (non stazionarietà) si possono generare vibrazioni e arrivare al fenomeno della risonanza meccanica. Nel studiare la risposta del sistema alle azioni meccaniche non stazionarie bisogna tenere conto delle forze di inerzia della struttura, e risolvere così il problema dell'equilibrio dinamico che si viene a creare.

## Spostamenti
Gli spostamenti consistono nell'imposizione di una variazione geometrica dello stato della struttura, che determina la deformazione della struttura stessa e quindi l'insorgere di sforzi. Un classico problema della scienza delle costruzioni è quello di trave con vincolo cedevole, in cui si impone lo spostamento di uno dei due vincoli.

## Azioni termiche
Un carico termico determina variazioni geometriche secondo la legge {\displaystyle \epsilon =\alpha \delta {T}}. Queste deformazioni in generale determinano l'insorgenza di sforzi. Ad esempio una trave di materiale omogeneo isotropo incastrata ai lati, sottoposta a un aumento di temperatura, uniforme nello spazio, sarà sottoposta a uno stato di sforzo che compensi la deformazione che ci sarebbe se questa fosse libera. La stessa trave, libera a un estremo, in risposta alla stessa sollecitazione, si tenderebbe (deformerebbe) senza che insorgano sforzi. Di contro prendendo una piastra libera di materiale isotropo sottoposta a un campo termico omogeneo questa si deformerà in maniera uniforme, senza che insorgano sforzi. La stessa piastra in un campo in cui esistano gradienti di temperatura si deformerà in maniera non uniforme, con l'insorgenza di sforzi nella piastra stessa. Anche una piastra di materiale non isotropo sottoposta a un campo termico uniforme reagirà deformandosi in maniera non uniforme, per la presenza di diversi coefficienti di dilatazione nelle varie direzioni, con la presenza di sforzi.